# واندا پانفیل

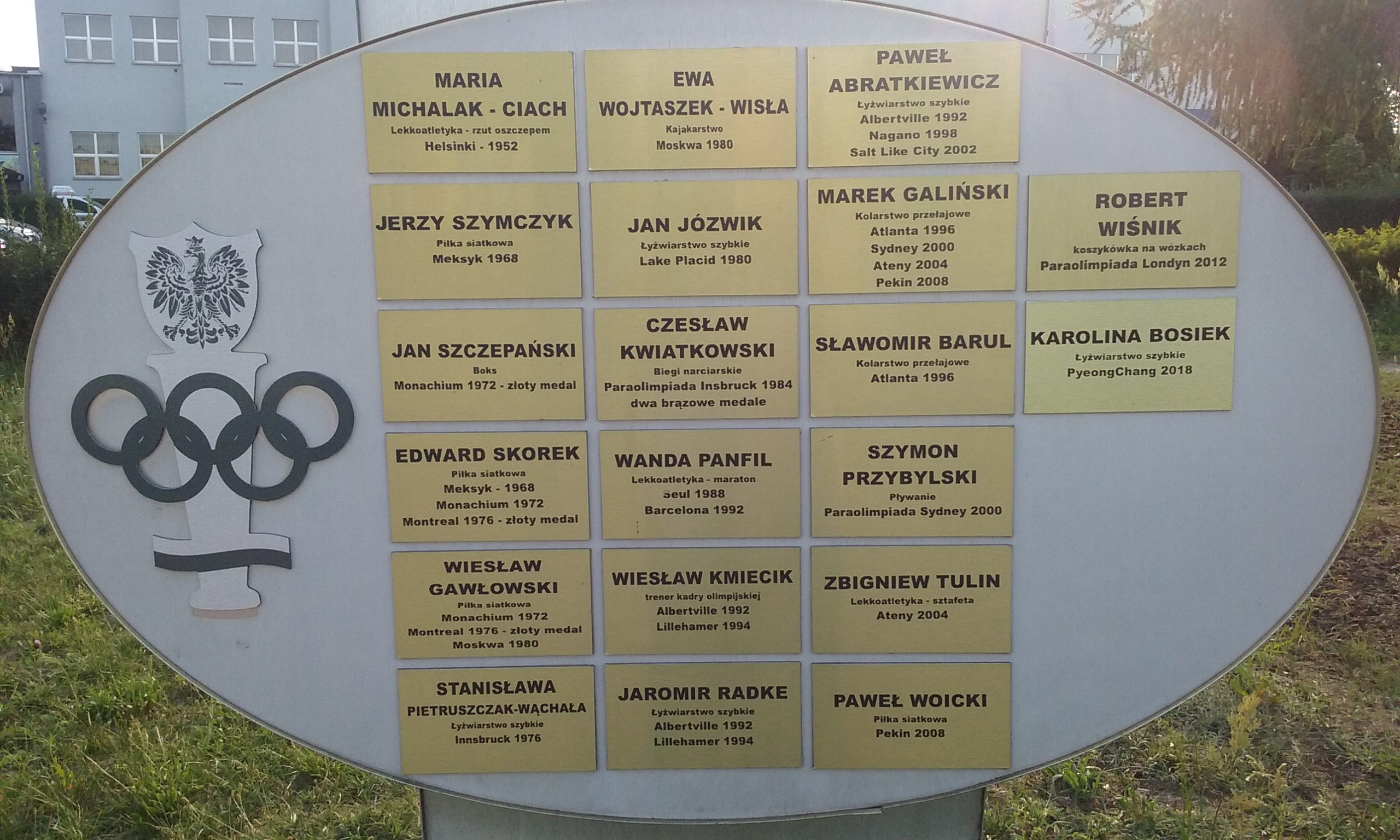
لیست ورزشکاران توماشوف شرکت کننده در المپیک. لوح یادبود در میدان توماشوفسکی بازی های المپیک در توماشوف مازوویسکی، اوت 2018

واندا پانفیل (لهستانی: Wanda Panfil؛ زادهٔ ۲۶ ژانویهٔ ۱۹۵۹) دونده دو استقامت اهل لهستان بود.
از افتخارات وی میتوان به کسب مدال طلا دو ماراتن در مسابقات جهانی دو و میدانی ۱۹۹۱ اشاره کرد. 